# Roussillon
För andra betydelser, se Roussillon (olika betydelser).

Roussillon

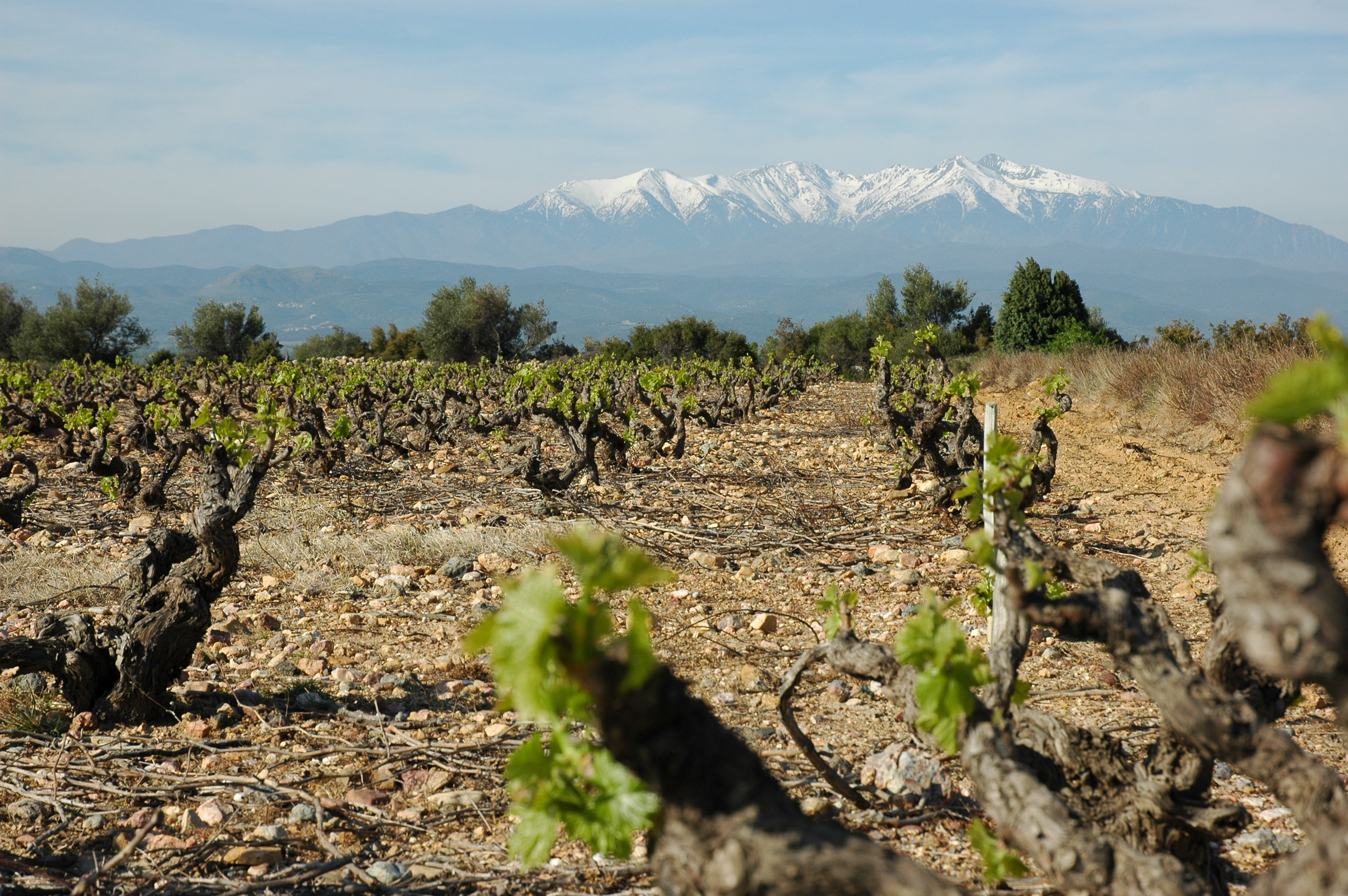
Vinodling i Rivesaltes (Ribesaltes) med Canigou (Canigó) i fonden.

Roussillon (katalanska: Rosselló; spanska: Rosellón) är en av Frankrikes 33 historiska provinser. Den motsvarade dagens franska departement Pyrénées-Orientales och har tillhört Frankrike sedan pyreneiska freden 1659, ett fredsavtal som bekräftade Frankrikes roll som Europas ledande stormakt. Då avträdde Spanien området, som dittills tillhört Katalonien.
Än idag finns här en betydande befolkningsminoritet som talar katalanska, och i katalanskt medvetande benämns området Catalunya del Nord ('Nordkatalonien'). 1976 grundades områdets första undervisning på katalanska i modern tid – La Bressola (inspirerat av de motsvarande SEASKA i franska Baskien).

## Källhänvisningar
1. ↑  "pyreneiska freden". NE.se. Läst 29 april 2013.
2. ↑  "La Bressola". Arkiverad 19 april 2015 hämtat från the Wayback Machine. bressola.cat. Läst 19 april 2015. (katalanska)
3. ↑  "La Bressola: història". bressola.cat. Läst 19 april 2015. (katalanska)